# Casa al carrer Bofill i Codina, 1
La Casa al carrer Bofill i Codina, 1 és una obra neoclàssica de Palafrugell (Baix Empordà) protegida com a Bé Cultural d'Interès Local.

## Descripció
Casa de tres plantes i tres crugies, a la cantonada del carrers Bofill i Codina i de les Voltes, sobre la plaça del Port Bo. Als pisos, trobem balconades centrades entre dos finestrals. Als baixos les finestres tenen reixes de forja a les dues façanes.
La terrassa superior ha estat modificada parcialment. Les façanes són arrebossades. Els interiors són força ben conservats. Cal destacar la forma de les reixes d'alguns finestrals i de les baranes dels balcons.
Es tracta d'una casa urbana d'una tipologia poc corrent entre els edificis anteriors al boom turístic de Calella, ja que s'allunya del llenguatge eminentment popular.